# Угљевик Село
Угљевик Село је насељено мјесто у општини Угљевик, Република Српска, БиХ. Према попису становништва из 1991. у насељу је живјело 693 становника.

## Становништво
Према попису становништва из 1991. године, мјесто је имало 693 становника.